# Marco Alzate Avendaño
Marco Álzate Avendaño (Manizales, 7 de octubre de 1919-enero de 2012) fue un abogado y político colombiano, miembro del Partido Conservador Colombiano, siendo militante del sector ospino-pastranista.
Alzate ocupó el ministerio de fomento durante el gobierno de Guillermo León Valencia, entre 1962 y 1963, a pesar de no haber tenido experiencia previa en ningún cargo público.  A pesar de ello, Álzate promovió la creación del Instituto Nacional de Radio y Televisión de Colombia (Inravisión), el Fondo de Fomento Agropecuario, y la creación de la Junta Monetaria de Colombia. Intensificó las exportaciones del país, y dando cumplimiento a la reforma agraria, dio continuidad al proyecto del INCORA.
Era el hermano menor del exsenador de Colombia Gilberto Alzate Avendaño.

## Familia
Marco Alzate Avendaño era hijo de Marco Antonio Alzate Salazar y de Nohemí Avendaño Montoya, siendo hermano menor del político Gilberto Alzate Avendaño.